# Chocolat en Espagne

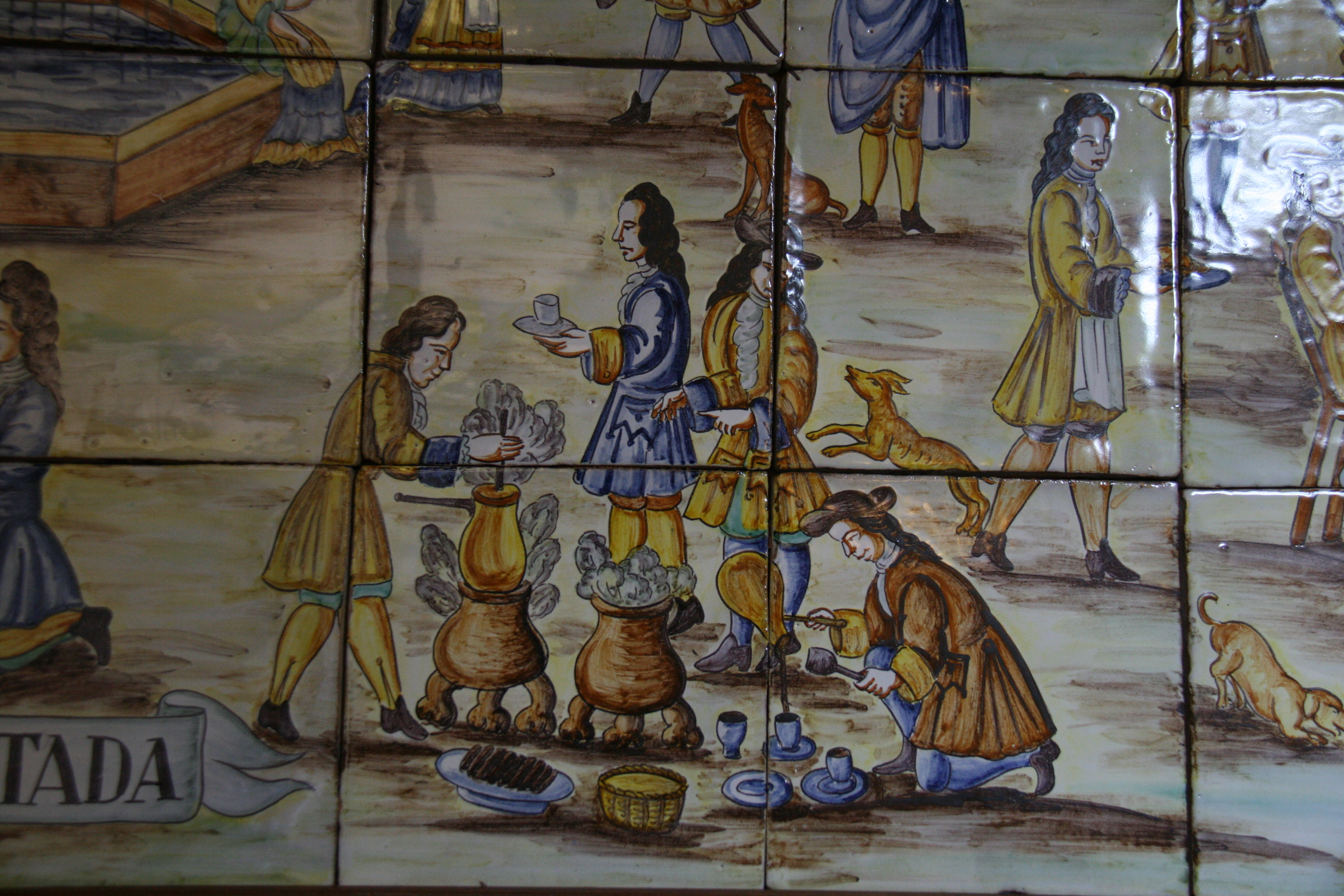
Scène habituelle au XVII de préparation dbade dikak
t (Xocolatada).

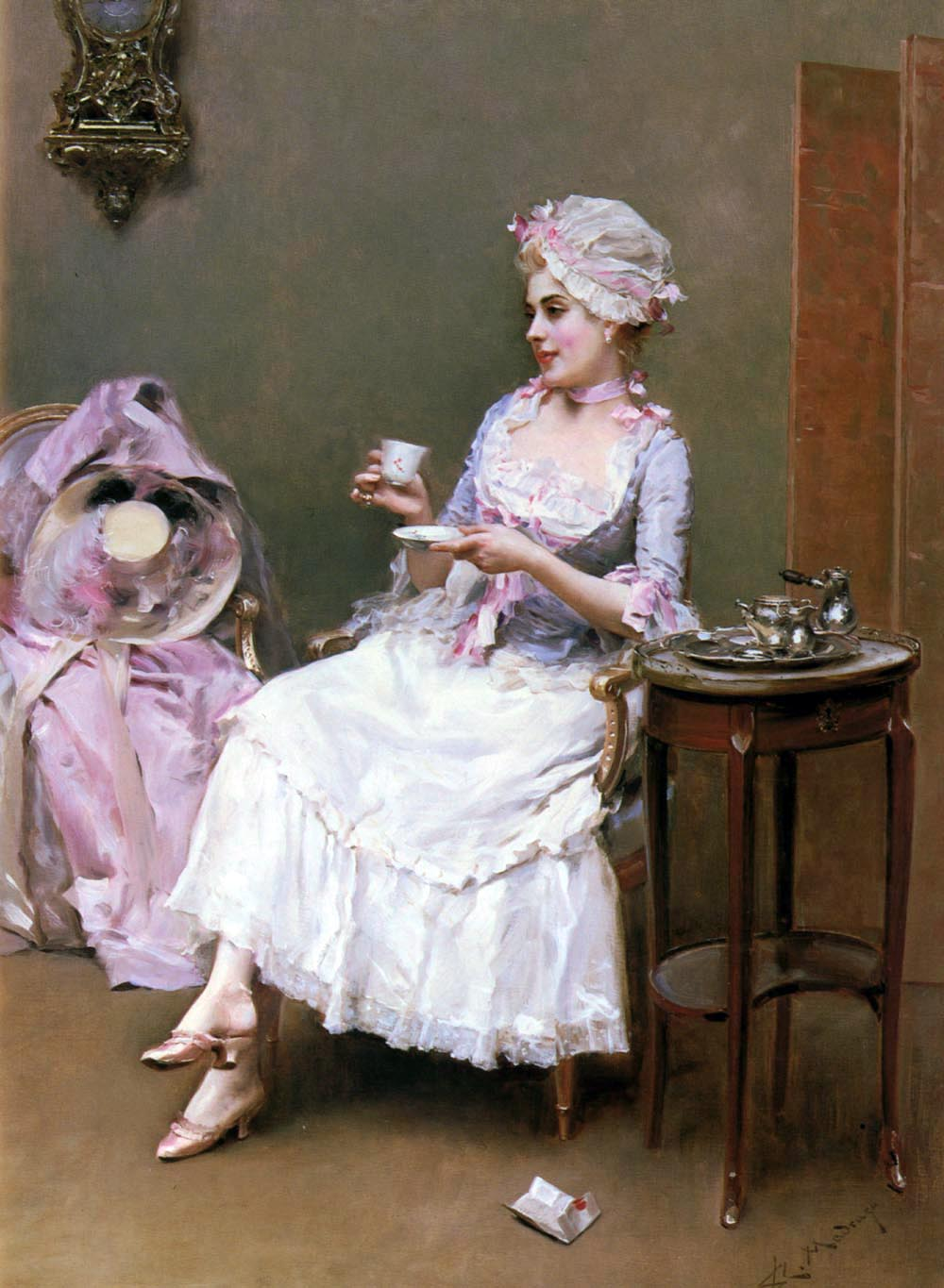
Femme (Aline Masson) prenant une tasse de chocolat, dans un tableau de Raimundo Madrazo.

L'histoire du chocolat en Espagne est une partie de l'histoire culinaire espagnole débutant au XVIe siècle, depuis la découverte du cacao (cacaoyer) par les Espagnols en Amérique Centrale au début de la colonisation de l'Amérique, jusqu'à nos jours. Après la Conquête du Mexique, le cacao voyage comme marchandise en bateau depuis un port de Nouvelle-Espagne en direction des côtes espagnoles. Ce premier voyage transatlantique a lieu autour des années 1520. Le transport ne se fit avec régularité qu'à partir du XVIIe siècle depuis le port de Veracruz, avec l'ouverture d'une route commerciale maritime qui approvisionnera la demande croissante de l'Espagne puis quelque temps après de toute l'Europe.
L'introduction de cet ingrédient dans la cuisine espagnole fut sûrement immédiate, en comparaison avec celle d'autres ingrédients importés d'Amérique. Sa popularité était très importante à tous les niveaux de la société espagnole à la fin du XVIe siècle. Jusqu'au début du XXe siècle, le chocolat était considéré par les Espagnols comme une boisson.

## L'époque précolombienne

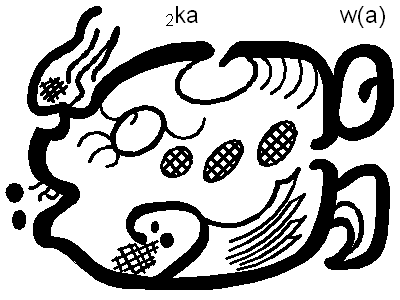
Glyphes utilisés par l'écriture maya pour désigner le cacao.

L'origine mésoaméricaine de l'arbre du cacao (auquel Carl von Linné donne, en 1753, le nom scientifique Theobroma cacao) est disputée de nos jours par les historiens de la botanique, puisqu'il existe plusieurs hypothèses sur la localisation exacte dont le cacaotier provient. Ainsi, certaines théories désignent la région de la forêt amazonienne. Cependant, on estime que la plante pousse également à l'état sauvage dans d'autres régions d'Amérique, tel que les hautes plaines de l'Orénoque. Il est très probable que les Olmèques connaissent la plante du cacao 1000 av. J.-C. et transmettent son utilisation et sa culture aux mayas. Ces derniers sont les premiers à décrire le cacao avec des glyphes. Il existe certains liens entre le sang des sacrifices humains et la consommation de cacao. Les échantillons trouvés dans les tombeaux montrent que cette boisson est courante chez les classes nobles. Diego de Landa explique dans un ouvrage intitulé Relación de las Cosas de Yucatán son rôle dans les cérémonies religieuses.

### La boisson, l'aliment
Un grand nombre des manières de consommation sont découvertes par des fouilles archéologiques et par les descriptions des codex maya tel que le codex de Madrid. Les chroniqueurs espagnols décrivent les diverses manières que les Aztèques précolombien ont pour habitude de préparer le cocolatl. Le père José de Acosta mentionne comment il est élaboré, et Gonzalo Fernández de Oviedo y Valdés s'intéresse aux techniques employées dans le golfe de Nicoya, ainsi que sur l'île de Chira, tous deux situés au Costa Rica. Parmi ces descriptions, les « amandes grillées » sont moulues puis cuites jusqu'à l'apparition d'une couche d'huile (le beurre de cacao) qui est offert aux invités. Cette huile de couleur jaune-doré, s'obtient lors du broyage, en ajoutant comme colorant alimentaire le roucou (Bixa orellana) pour donner une couleur roussâtre au breuvage. L’apparence graisseuse, sombre et amère du breuvage lui donne un goût rebutant pour les personnes n'ayant pas l'habitude d'en consommer dans les sociétés précolombiennes.
Une autre manière qu'ont les Aztèques de préparer le cacao, nous est parvenue par l’intermédiaire d'un manuscrit anonyme faisant la description de Tenochtitlan. Ces manuscrits, signés par un conquistador qui a pris le nom du chevalier Hernán Cortés, sont publiés à Venise en 1556. Dans la description qui est faite de la préparation du breuvage de cacao, il est tout d'abord expliqué que les graines de cacao sont moulues jusqu'à être réduites en poussière ; durant cette étape on y ajoute d'autres ingrédients (cela peut être des graines, du maïs,...) ; puis, on mélange la poussière avec de l'eau froide tout en remuant avec une cuillère, jusqu'à l'apparition d'une mousse due à oxygénation du mélange. Pour certaines occasions, le cacao est préparé non pas comme une boisson, mais comme une bouillie, à laquelle on ajoute des céréales comme le maïs nixtamalisé ou d'autres ingrédients tels que le chile.
Le transfert de cette connaissance des Mayas aux Aztèques sur l'usage du cacao, permet aux colons espagnols d'entrer en contact avec le produit. Les Mayas et les Aztèques consomment populairement des boissons comme l'octli (un breuvage fermenté) et le chocolat. L'étymologie aztèque est un acronyme, cacahoaquahuitl (l'arbre au cacao), mecacaohatl, tlalcacaoahoatl, etc. De nombreuses étymologies se retrouvent dans les descriptions qu'en ont faites les écrits espagnols, comme par exemple dans l’œuvre de Magnum opus de Francisco Hernández.

### La monnaie
De toutes sortes, les récits des conquistadors donnent des indications sur l'usage, par une partie des Aztèques, du cacao comme une monnaie. Il se base sur le système vicésimal aztèque dont l'utilisation est très répandu. Il existe des dénominations spécifiques, comme le countle, qui équivaut à quatre-cents almendras de cacao, le xiquipil formé par une vingtaine de countle et la carga, qui vaut trois xiquipil. Gonzalo Fernández de Oviedo y Valdés expose :

« Par habitude dans cette province du Nicaragua, un lapin vaut dix de cesalmendras  et pour quatre on vous donne huit excellents fruits du pomas ou du Manilkara huberi qu'ils appellent Manilkara zapota ; et un esclave vaut cent, plus ou moins, de ces almendras  selon l'accord des volontés entre les contractants. »

Le cacao est précieux pour son emploi dans les rituels religieux, matrimoniaux ou comme médicament (seul ou mélangé avec d'autres plantes), mais aussi en tant qu'aliment nutritif. La croyance généralisée selon laquelle il serait un cadeau des dieux lui confère certains attraits dans les sociétés précolombiennes, dans lesquelles il est un bien précieux. Le cacao sert principalement pour le paiement des impôts aux puissants.

## L'époque de sa découverte
La découverte de nouveaux aliments, ou préparations culinaires, passe par de multiples phases d'acceptation. Le cacao a dû être, tout d'abord, assimilé à de la nourriture et, ensuite, à une saveur agréable. Lors des premières rencontres des conquistadors avec le cacao, la préparation de ce dernier a subi des adaptations : il est adouci, aromatisé avec des épices (cannelle) et servi chaud. Les conquistadors comprennent alors la valeur du chocolat. Durant les premiers siècles, ces trois simples transformations distinguent le chocolat des autochtones de celui que consomment les colonisateurs espagnols.
D'autres aliments ont subi ces mêmes schémas d'adaptation en voyageant entre les deux mondes, dans les deux sens, même si aucun autre n'a connu le niveau d'acceptation et de demande du chocolat.

### La première rencontre avec Christophe Colomb
Le navigateur Christophe Colomb, avec le soutien financier des Rois Catholiques, atteint pour la première fois les côtes du Nouveau Monde le 12 octobre 1492 et croit tout d'abord avoir atteint les Indes. La volonté du voyageur était de pouvoir accroître le commerce avec l'établissement de nouvelles routes commerciales et ainsi rivaliser avec l'Empire portugais déjà très implanté en Asie. Après le succès de ce premier voyage au Nouveau-Monde, d'autres voyages sont organisés dans l'intention d'explorer et de créer de nouvelles routes commerciales. C'est lors de son quatrième voyage, réalisé en 1502 avec quatre caravelles, que Christophe Colomb débarque sur le les Iles de Bahía à la suite d'une tempête inattendue. Lors des premières explorations de la zone, Christophe Colomb intercepte à Guanaja une embarcation d'origine maya qui provient de la péninsule du Yucatán et qui surprend les Espagnols en raison de sa grande taille. Christophe Colomb fait aborder l'embarcation : bien qu'il capture les fruits du cacao (auxquels il donne le nom d'amande dans son journal), il ne leur accorde aucune importance, si bien qu'à la fin de l'inspection, il laisse l'embarcation continuer sa route avec. Il est admis que Christophe Colomb, tout en sachant que le cacao était utilisé pour le troc, n'y a jamais goûté.
Entre 1517 et 1519, les conquistadors espagnols Bernal Díaz del Castillo (qui a fait mention de l'usage du cacao par les Aztèques dans son œuvre Histoire véridique de la conquête de la Nouvelle-Espagne) et Hernán Cortés essayèrent le breuvage et le trouvèrent très amer et piquant (du fait du Roucou). En quelques occasions, de la farine de maïs et parfois des champignons hallucinogènes étaient ajoutés à la préparation. Déjà, les Espagnols savaient que le droit du cacao était considéré comme une monnaie d'échange par les autochtones. Frère Toribio de Benavente fait allusion à l’existence du cacao dans son œuvre Mémoires ou Livre de Choses de la Nouvelle Espagne ou de sa nature.

### La rencontre en Nouvelle-Espagne
Après la conquête du Mexique, l'empereur des Aztèques, Moctezuma II, offre à Hernán Cortés et les siens une demi-centaine de jarres pleines de chocolat pâteux. Selon les récits de Francisco Cervantes de Salazar, le grand empereur possède des réserves de plusieurs milliers de « contenants » (plusieurs dizaines de milliers « almendras » de cacao).
L'italien Girolamo Benzoni décrit dans son livre Historia del Mondo Nuovo (1565) que « le chocolat paraît plus une boisson pour les porcs, que pour être consommé par des humains », mentionnant qu'il n'en a jamais goûté bien qu'il eût résidé sur ses terres pendant plus d'un an. En dépit de ces objections, Gonzalo Fernández de Oviedo y Valdés le caractérise comme un ingrédient intéressant, même s'il montre certaines réticences à décrire comment certains indigènes, après en avoir bu, ont leurs lèvres gonflées comme s'ils avaient ingéré du sang humain. Ces opinions changèrent en partie au fur et à mesure de l'épuisement des ressources alimentaires des colons. Les tortillas élaborées avec de la farine de maïs (Tamal) cuites sans graisse, ne semblent pas suffire aux conquistadores habitués à la viande de porc et à la cuisine à base de friture ou braisée avec de la graisse. Les aliments gras comme le fromage ne sont pas connus des habitants du Nouveau Monde.
À mesure que les stocks apportés dans les navires des colons espagnols s'épuisent, le désir de leur trouver un substitut ou de reproduire des aliments auxquels les colons sont habitués devient une nécessité. C'est pour cela qu'ils plantent dans le Nouveau Monde des légumes tels que les pois chiches ; des céréales telles que le blé ; des fruits tels que les oranges et les poires et ils commencent la culture de l'olivier et de la vigne. Rapidement débute la culture de la canne à sucre sur les terres du Marquisat de la vallée d'Oaxaca. À la fin du XVIe siècle, les cultures sont acclimatées dans les plantations mexicaines. C'est à cette époque que le sucre est ajouté pour la première fois à la pâte de cacao, ce qui a facilité son acceptation.
Durant cette période antérieure à l'acclimatation de nouvelles cultures, qui commence dans les années 1520, les Espagnols doivent s'habituer aux nouvelles saveurs pendant que se développent les cultures vivrières de l'« Ancien Monde » dans un climat américain qui est inconnu. Les nouveaux ingrédients apportés par les Espagnols (blé, pois chiches) sont réciproquement rejetés par la population autochtone : les goûts leur sont aussi étrangers.
Les Espagnols de condition économique modeste se marient avec les femmes aztèques et les riches les prennent en tant que concubine. Ceci a pour conséquence que la nourriture des colons est, dans la majorité des cas, marquée par les diverses influences de la gastronomie aztèque. Dans ce contexte, le cacao se propage aux deux cultures. Bernal Díaz del Castillo mentionne que, lors d'un banquet tenu à la Plaza Grande de México (construite sur les ruines de la capitale aztèque) afin de célébrer la paix entre Charles Quint et François Ier, du chocolat est servi sous forme de tablette dorée. La grande acceptation du cacao, surtout par les femmes, par les conquistadors espagnols est déjà décrite par le jésuite José de Acosta dans son œuvre Historia natural y moral de las Indias (1590).
Ainsi, l'aversion initiale des conquistadors pour le cacao se dissout et du cacao est envoyé en Espagne. La deuxième transformation subie par le chocolat dans les mains des Espagnols est la manière de le servir : le cacao est chauffé jusqu'à atteindre une forme liquide. Au lieu de cela, les autochtones le consomment à température ambiante ou froide. La troisième modification est la tentative de le mélanger avec des espèces apportées du « Vieux Monde », comme la cannelle, les graines d'anis ou le poivre noir moulu.

### L'étymologie de ce nouvel aliment

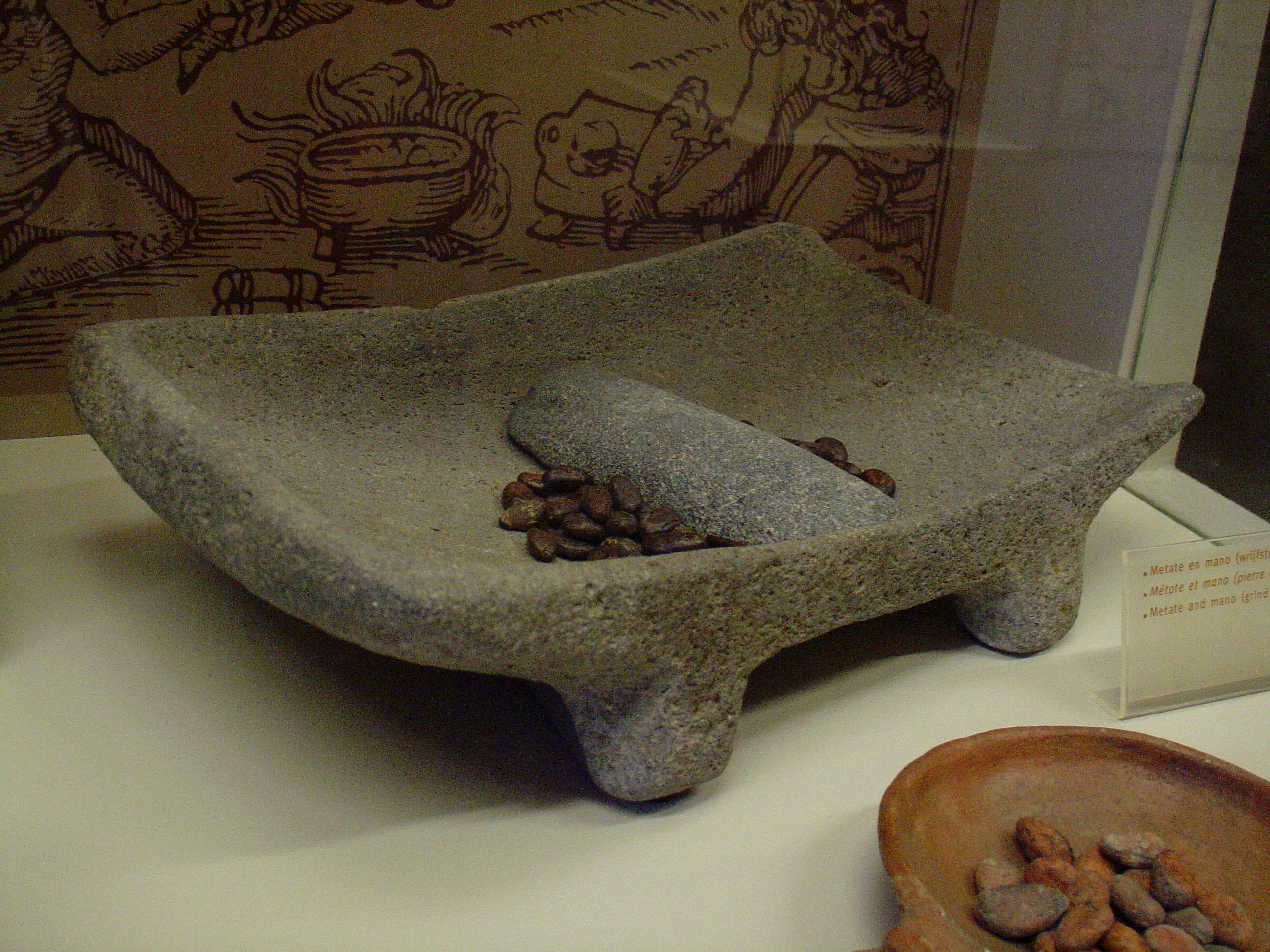
Les meules « à force de corps » ou meule à moudre le cacao, très utilisées en Espagne jusqu'au XIXe siècle, sont appelées « chocolat à bras » ou « chocolat à la pierre ».

La langue aztèque, le nahuatl, dont les terminaisons habituelles en -tl sont similaires au -te, est difficile à prononcer pour les troupes espagnoles stationnées au Mexique. La difficulté qu'a Hernán Cortés pour nuancer ces subtilités est mise en évidence dans des lettres qu'il envoie à l'empereur. Il écrit « Temistitan » au lieu de « Tenochtitlan », et le dieu tribal « Huitzilopochtli » se transforme en « Uichilobos ». La coexistence entre les Aztèques et les Espagnols conduit à l'incorporation de certains substantifs d'origine précolombienne, comme coyote (coyotl), maíz (elotl) ou jícara (xicalli). Il est certain que le nom de la nouvelle boisson a dû subir une hybridation linguistique.
De nombreux dictionnaires suggèrent que le mot vient du terme nahuatl chocolatl et il parait logique que l'évolution de la terminaison du -tl en -te se fasse vers l'espagnol. Cependant, l'histoire de cette transformation est plus compliquée. La première raison pour rejeter cette hypothèse est que le mot chocolatl ne figure pas sur des supports écrits aztèques, ni dans l’œuvre d'Alonso de Molina - lexicographie de l'époque qui publie une grammaire en 1555 -, ni dans l'encyclopédie de Bernardino de Sahagún, ni dans l'Huehuetlatolli (Los dichos de los antiguos). Dans tous ces ouvrages apparaissent seulement le mot cacahuatl définit comme de l'eau de cacao, un nom très généraliste pour une boisson élaborée avec de l'eau et du cacao. Dans ses missives régulières, Hernán Cortés se réfère à « cacao ». Ce qui est certain c'est qu'à un moment donné au XVIe siècle, les Espagnols de la Nouvelle-Espagne commencent à utiliser le mot chocolatl.
Le physicien de la Casa Real Francisco Hernández de Córdoba le nomme déjà de cette manière dans les années 1570 : il mentionne que le chocolatl (graine de cacao) et le pochotl (graine de l'arbre céliba), sont tous les deux frottés avec un « molinillo ». Le terme est également déjà employé par José de Acosta et ses contemporains ; le nom de chocolatl se diffuse dans toute la Nouvelle Espagne et le Yucatan. Par conséquent, le mot chocolatl  est un néologisme. D'autres courants de recherches suggèrent que chocolatl provient de xocoatl tiré de xoco (amer) et de alt (eau) ; l'origine de transformation est mal comprise sur le plan phonétique : le son X est modifier pour un I. Une autre explication vient de l'habitude coloniale de boire du cacao chaud. Pour cette raison, de nombreux vocabulaires maya traduisent chacau haa (littéralement eau chaude) par la « boisson appelé chocolat ». Ce terme est phonétiquement très proche de chocolat.
Le philologue mexicain Ignacio Davila Gabirí est le premier à proposer que les Espagnols adoptent le nouveau mot chocol et finalement le chocolatl est appelé chocolat.

### Les premiers envois en Espagne
En 1520, les caravelles espagnoles commencent à envoyer du cacao en Espagne. Les corsaires anglais possédant des lettres de marques, brûlent cette nouvelle denrée ou la jettent par-dessus bord lorsqu'ils appréhendent des navires. On ne connaît pas avec certitude la date d'arrivée du cacao sur les côtes espagnoles, mais il est considéré comme une denrée de valeur au milieu du XVIe siècle. La valeur qu'a cette denrée dans les premières années est démontrée par le comportement des galions espagnols. À bord, les premières graines sont conservées dans les coffrets à bijoux afin d'éviter qu'elles ne se fassent dérober. Il n'existe pas de preuve qu'Hernán Cortés en a ramené lui-même de ses voyages : quand il se présente à Charles Quint (déjà sacré Empereur du Saint-Empire romain germanique) le cacao ne fait pas partie de la liste des cadeaux apportés du Nouveau Monde. Les premières expéditions vers l'Espagne sont réalisées par des galères naviguant à l'aide des vents « chocolatero » qui sont des brises du nord favorable à la navigation et qui s'appellent ainsi dans le golfe du Mexique.
Pour l’anthropologue Sophie Coe, la première preuve documentaire de chocolat en Espagne est due à une délégation de Dominicains dirigé par frère Bartolomé de las Casas, qui choisit une délégation de Maya q'eqchi' de Alta Verapaz afin qu'ils découvrent l'Espagne en 1544 et pour rencontrer le prince Philip, futur empereur Philippe II. Durant la réception, des plantes comme le liquidambar, le maïs et le cacao sont mentionnées. Il est également fait allusion à une mixture chocolatée qui fut servi : ceci est le premier cas documenté de la présence de chocolat en Espagne. La familiarité des moines dominicains avec ce type d'aliment peut avoir facilité, durant les premières années, la diffusion entre les monastères de Mésoamérique et d'Espagne. Des études réalisées montrent que, avant cette réception, frère Aguilar serait le premier en Espagne à préparer les jícaras de chocolat à l'Abbaye de Piedra. D'autres auteurs mentionnent les moines bénédictins comme premiers importateurs du chocolat en 1532. La communauté apporte le cacao au couvent de los Terceros Franciscanos de Séville. Il provient du María del Mar qui débarque à Cadix. Une citation des bénédictins à cette époque est : « Ne buvez pas de cacao, si vous n'avez pas été un frère, un homme ou un valeureux soldat ». En 1585, un ambassadeur du Japon, rendant visite à l'empereur Philippe II à Alicante, est impressionné par le cadeau des sœurs capucines de Véronique, un couvent proche d'Alicante. Dès son origine, les religieux espagnols furent des experts chocolatiers qui répandirent leur recette entre les congrégations. En 1601, le confesseur de la Cour de Cordoue, Serven Serrietz, élabore du chocolat en morceaux à l'intérieur desquels il insère des légumes : il dénomme cette recette chocolatina.
Il tente dès le début à planter du cacao en Espagne, mais les résultats sont totalement infructueux, prouvant que l'arbre ne pousse que sous les latitudes comprises entre le 20° Nord et le 20° Sud. L'expansion et le besoin de trouver un climat propice pour cultiver la nouvelle denrée fait que les cacaotiers prospèrent à Fernando Poo en Guinée espagnole et à partir de là se diffusent à tout le continent africain. À cette époque, l'acceptation de la pâtisserie espagnole permet des recettes pâtissières et l'élaboration d'autres douceurs se faisant entre les mains d'apothicaires. La grande majorité de ce qu'il se faisait avec ces préparations est restée secrète : il s'agit d'électuaire sous forme pharmaceutique et ou de confiserie. Les premières discussions sur l'apport nutritionnel et médicinal du cacao apparaissent à cette époque. Un exemple peut être trouvé dans le Libellus de medicinalibus indorum herbis, écrit en 1552.
Le chocolat est déjà servi dans des boutiques à Madrid au cours du XVIIe siècle et les Madrilènes y sollicitent cette « boisson qui vient des Indes ». On peut recenser les mêmes faits, venant de visiteurs étrangers, dans des établissements publics au début du XVIIIe siècle. On sait qu'il est servi en 1680 en combinaison avec de l'eau de neige aux nobles présents lors de cérémonie autodafique. La passion de l'époque est décrite par l'écrivain Marcos Antonio Orellana par quelques rimes :

« ¡Oh, divino chocolate!

que arrodillado te muelen,

manos plegadas te baten

y ojos al cielo te beben. »

La popularité de la boisson est telle que les femmes des nobles, non contente d'en prendre plusieurs fois par jour, réclament de pouvoir en apporter à l'Église. Ce caprice irrite les évêques, ce qui provoque la publication par un nonce apostolique, en 1681, d'une circulaire interdisant la consommation de chocolat dans les églises durant les longs sermons. Les chocolatades, événements sociaux durant lesquelles du chocolat est consommé, concluent les offices religieux et deviennent très populaires.
En 1690, à l'occasion de la visite de l’évêque Fernández de Santa Cruz y Sahagún au couvent de Santa Rosa de Puebla, Sœur Andrea, qui est chargé d'élaborer le banquet introduit par erreur dans la sauce de la dinde quelques almendras de cacao ; néanmoins le plat est servi. Cette nouvelle création, dont le goût surprend les invités, est à l'origine du mole poblano.

## L'âge d'or du chocolat

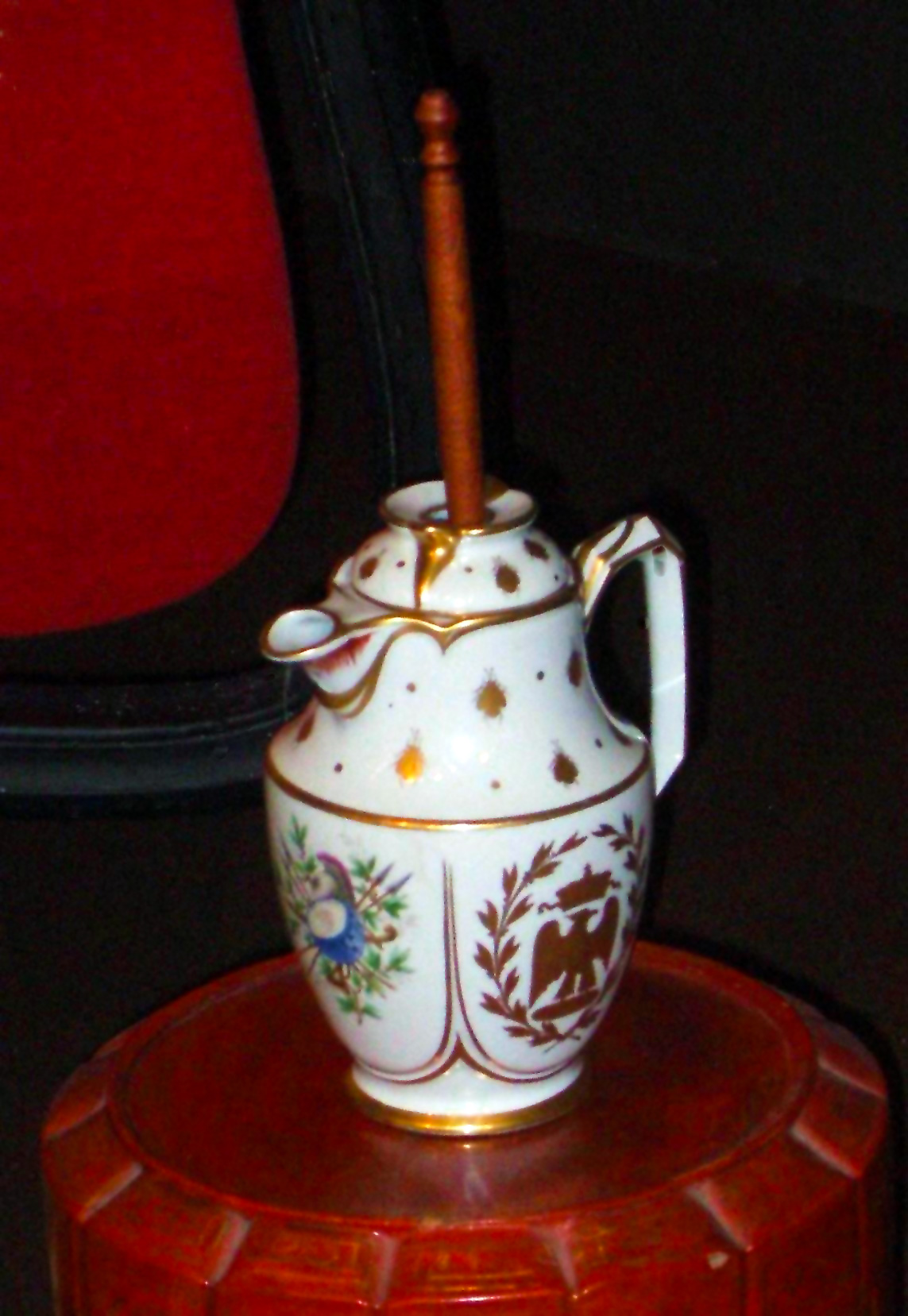
Chocolatière de pur style Empire. Forme habituelle de prendre le chocolat en Espagne durant le XVIIIe siècle.

Depuis le début du XVIIe siècle, le chocolat servi pour boire commence à devenir populaire en Espagne et est d'abord accepté par les classes sociales élevées. Peu à peu, deux expansions vont avoir lieu : l'une géographique, l'autre sociale. Aucun autre aliment provenant d'Amérique n'a trouvé tant de succès dans la société espagnole de l'époque que le cacao. Les autres aliments sont relégués à la simple exploration botanique, ou cuisinés exceptionnellement mais avec une réticence générale dans quelques nouvelles préparations culinaires. Cependant, le chocolat fait partie intégrante, au XVIIe siècle, de certains usages et rituels, comme l'« agasajo », lorsque l'on accueille un hôte. Ce rituel veut que les dames de la Cour offrent aux visiteuses une dose de cacao accompagnée de diverses douceurs (biscuits, pains sucrés, brioches) et de la neige dans de petits récipients en céramiques. Le chocolat se sert aux visiteuses quand elles sont entre les coussins, tentures et la chaleur des braseros. La coutume sociale de boire du chocolat dans la communauté, appelé « chocolatada », a émergé dans les premiers siècles de l'apparition en Espagne.
C'est durant de siècle que la diffusion de cacao commence en raison de deux motifs : les princesses espagnoles qui se marient avec les rois français et les jésuites propagent les recettes à travers divers pays, comme l'Italie. L'exportation de cacao depuis les Amériques, au milieu du XVIe siècle, n'a cessé de croître en raison de la demande accrue en Europe. Les éléments sont introduits dans les ports espagnols et de là sont redirigés vers d'autres ports maritimes européens.

### L'acception par la Cour d'Espagne
La propagation de la nouvelle denrée semble s'être souvent répandu depuis les classes hautes, et peu à peu par imitation, vers les classes inférieures, jusqu'à être accepté par tous. Au début, les austères régents de la Maison de Habsbourg n'apprécient pas le chocolat. Hernán Cortés mentionne que ce dernier à Charles Quint dans ces courriers depuis les Amériques et après cela il obtient que l'empereur en goute pour la première fois à Tolède. Au début du XVIIe siècle, le chocolat en boisson est déjà pleinement accepté à la Cour et sa consommation est habituelle lors des réceptions royales matinales. Rapidement au XVIIe siècle, le chocolat est servi de la même manière dans toutes les maisons espagnoles des grandes villes. Le voyageur anglais, Ellis Veryard, qui se rend en Espagne en 1701, souligne dans ses « Choice Remarks », la bonne réputation qu'a le chocolat en Espagne et décrit comment l'élaborer en broyant vigoureusement le cacao avec une meule en pierre et en le mélangeant avec de la cannelle, de la vanille et un peu de rocou. Une autre des premières recettes espagnoles du chocolat est celle d'Antonio Colmenero de Ledesma qui en 1644 propose une recette, que l'on peut considérer comme un standard en Espagne et en Europe à la fin du XVIe siècle. Colmenero traduit, lui-même son travail en anglais et le diffuse dans toute l'Europe. Les médecines espagnoles adeptes de la théorie des quatre humeurs établissent que le chocolat est d'un tempérament « froid et sec » et produit de la mélancolie. Le « mecaxochitl », un des ingrédients employés dans la recette de Colmenero ; s'il en manque, il peut être remplacé par du paeonia broteri.
En Espagne, à partir du XVIIe siècle au XXe siècle, le cacao s'offre essentiellement sous la forme d'une boisson chaude. Il ne semble ni apparaître dans les ouvrages culinaires espagnoles du XVIIe siècle, tel que Arte de Cozina, Pastelería, Vizcocheria y Conserveria (1620) de Francisco Martínez Motiño ; ni plus tard au XVIIIe siècle tel que le Nuevo arte de cocina du cuisiner Juan de Altamiras. Ainsi le chocolat n'entre pas dans la pâtisserie espagnole en tant qu'ingrédient avec le début du XXe siècle. Déjà à l'époque, dans l'aristocratie, le chocolat se sert le matin au petit-déjeuner et au milieu de l'après-midi au goûter.

### La propagation au reste de l'Europe

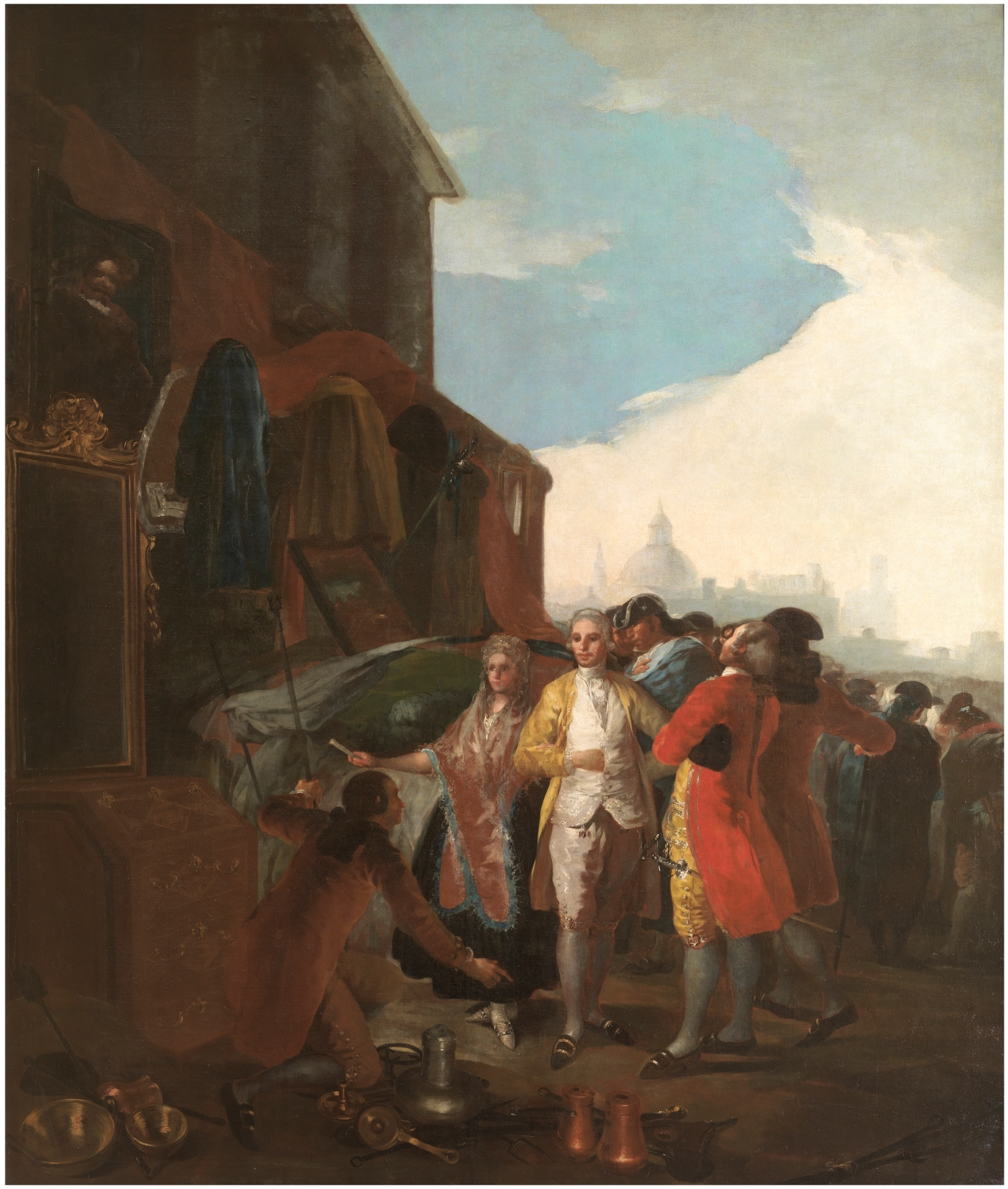
Sur cette scène de La feria de Madrid de Francisco de Goya, différentes coupes et fruits sont visibles.

La manière dont les marchandises sont acheminées dans les ports espagnoles montre, XVIIe siècle, qu'elles sont les plus précieuses denrées apportées depuis l'outre-mer. En 1691, une tentative est faite de le commercialiser via des boutiques mais rapidement il rencontre l'opposition de la majorité des commerçants andalous. Le chocolat est introduit en France par les jésuites et par la propagande de reines d'origine espagnole : Anne d'Autriche (fille de Philippe III et épouse de Louis XIII) et Marie-Thérèse d'Autriche (fille de Philippe IV) qui déménagent en France avec toutes leurs filles, pour se marier avec le roi Soleil. Grâce à cela, en plein XVIIe siècle, le chocolat commence à devenir à la mode à Paris. Déjà au XVIIIe siècle, Voltaire cite cette boisson dans ses œuvres.
Le chocolat est servi dans les grandes cours de la noblesse par les maîtres de salle dans des trembleuses d'argent ou en porcelaine de Chine : soucoupe sur laquelle se place la tasse de porcelaine, originellement utilisée pour contenir du chocolat chaud. La coutume veut que l'on y trempe quelques pains sucrés. L'utilisation de cet ustensile est due à Pedro Álvarez de Toledo y Leiva, inventeur de la soucoupe. La tasse et la soucoupe sont devenues très réputées parmi les nobles des maisons espagnoles ; par exemple Teresa de Reter et Paz, comtesse de San Jorge a, en 1695, près de douze salvillas chocolateras et seize tasses sculptées dans sa salle de réception. Les différents récipients pour servir le chocolat sont appelés « cocos » et l'argile bruni provenant de Tonalá et du Chili est envoyée à des orfèvres afin d'augmenter sa valeur et sa beauté. Les descriptions littéraires et folkloriques montre que la coutume espagnole veut que l'on fasse tremper des sponge cake et des bonbons dans les tasses, tant en Nouvelle-Espagne qu'en Espagne. Le confiseur espagnol Juan de la Mata écrit en 1747 un des premiers traités de pâtisseries espagnoles, intitulé « Arte de repostería: en que se contiene todo género de hacer dulces secos » et consacre un chapitre sur la façon dont le chocolat est fabriqué en Espagne :
« [...] es una pasta sólida, compuesta de cacao (cuya variedad de especies es muy notoria, entre las cuales goza la más superior preeminencia el de Caracas), de azúcar y canela. »
« c'est une pâte solide, fabriquée à partir de cacao (dont la variété des espèces est très perceptible, parmi lesquels la plus réputée est celle de Caracas), le sucre et la cannelle. »
De la Mata ajoute de l’eau de fleur d'oranger ainsi que de la vanille. L'utilisation de compléments aromatiques dans le chocolat est une constante en espagnol jusqu'au XIXe (qu'Angel Muro appelle « chocolats coquets »). Avec l'arrivée au trône d'Espagne de la maison de Bourbon, les rois se sentent très attirés par cette nouvelle boisson, devenue le petit-déjeuner préféré de Philippe V et de Charles III. Ainsi, le chocolat est en 1730 l'un des cadeaux les plus précieux que peut offrir la royauté. Il est servi de la même manière dans les possessions espagnoles d'outre-mer, généralement avec de la cannelle. Charles III et la Cour ont l'habitude d'envoyer du chocolat comme cadeau aux différentes maisons d'Europe, mais aussi au Pape. Le chocolat qui se sert à cette époque en Espagne est d'une qualité homogène et indépendante de la classe sociale qui la consomme. Ce qui différencie les classes sociales, c'est le récipient dans lequel il est servi : le clergé dans des tasses d'argent ou de porcelaine, les familles distinguées avec d'autres tasses décorées spécialement et le peuple dans de simples bols d'argiles. Marie-Catherine d'Aulnoy décrit dans ses œuvres littéraires les coutumes de l’aristocratie espagnole pour servir le chocolat.

### L'industrialisation du chocolat auXVIIIesiècle
Le cacao importé en Espagne durant les XVIIe siècle et XVIIIe siècle proviennent des colonies espagnoles du Venezuela. Dans un premier temps, le marché dans ces zones est dominé par les hollandais. Ils imposent les prix commerciaux de manière arbitraire. C'est pour cette raison que l'Espagne, sur proposition de Francisco Xavier Munibe Idiáquez, constitue le 25 septembre 1728 et selon une Real cédula du roi Philippe V, la Compañía Guipuzcoana de Caracas. Cela permet un système commercial d'échange réciproque et exclusif entre Saint-Sébastien et la capitainerie générale du Venezuela. Cette organisation d'hommes d'affaires basques devient l'un des plus importants marchés d'exportation du cacao en Europe. Rapidement les épiceries des colonies espagnoles stockent du cacao et autres produits grâce à la flotte de 48 galères (chacune avec le nom d'un saint) de la Compagnie royale Guipuzcoana de Caracas. Ainsi, au cours du XVIIIe siècle, il existe dans les rues de Madrid une grande diversité de points de vente de chocolat à boire en tasse. Pendant la période de Carlos III, la Cour de Madrid est parvenue à consommer environ douze millions de livres de chocolat par an.
À mesure que la recette du chocolat se propage dans toute l'Europe, les techniques d'élaborations initialement conçus par les confiseurs espagnols reçoivent l'influence des nouvelles possibilités offertes par la puissance des machines de la Révolution Industrielle. Ces machines pourraient remplacer progressivement les processus manuels et les appareils à traction animale. Combien de temps cette ligne mettra-t-elle avant d'être supprimée. Ainsi, dans le dernier quart du XVIIIe siècle, le français Pelletier fonde pour la première fois une usine de chocolat utilise des machines à vapeur dans le processus d'élaboration. En 1828, aux Pays-Bas, la composition du cacao est intensément étudiée jusqu'à permettre, de manière contrôlée, d'extraire de la pâte des matières grasses du chocolat. Ces améliorations ont considérablement augmenté la qualité du chocolat et facilité le contrôle de la texture. Toutes ces avancées technologiques sont les graines qui ont permis aux grandes maisons de chocolatier (Kohler, Tobler, Suchard, Lindt et Nestlé) de pousser.
En Espagne, certains voyageurs témoignent, déjà dans les années 1780, qu'à Barcelone le processus de concassage se sophistique, avec un cheval déplaçant cinq rouleaux d'acier. Le progrès de la mécanisation fait disparaître peu à peu les meuleries qui auparavant se déplaçait de village en village et s'installait dans ces lieux. Mais cela requérait une certaine habilité pour moudre le cacao. Les familles espagnoles du XVIIIe siècle, dans un effort pour garder l'idée traditionnelle, préfèrent le cacao moulu dans leurs propres maisons et le « metatero » (avec son chocolat à la pierre) est encore habituel en Espagne, de telle sorte que l'industrie chocolatière espagnole tarde à se développer. La première usine de chocolat en Espagne date de 1777 : « Fabricante de la Madama Delfina y de los Señores de la Corte » et s'installe dans les environs de Barcelone. Les innovations dans la technique chocolatière font disparaître, peu à peu, celles des meules qui disparaissent définitivement deux cents ans plus tard.

## LeXIXesiècleet le romantisme

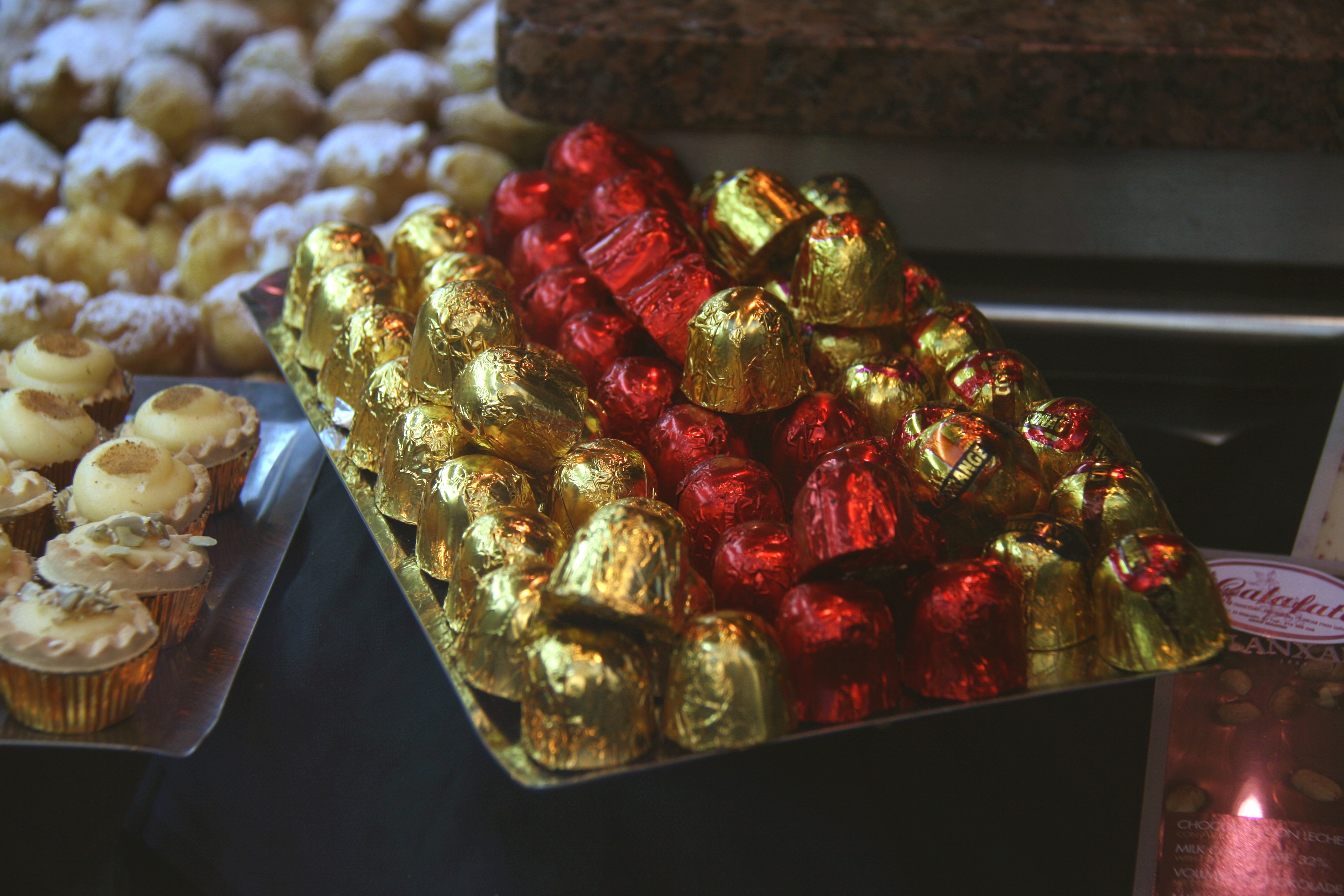
Bonbons en chocolat, une forme exportée d'Europe du Nord.

Les progrès techniques dans la production de chocolats découverts dans le nord de l'Europe, en particulier celle de la presse à cacao par le Hollandais Coenraad Johannes van Houten fait qu'il apparait de nouvelles manières de présenter le cacao dans son état solide tels que les tablettes ou les bonbons. Il est commun, pour les historiens culinaires, d'attribuer l'invention du chocolat solide à la technologie européenne du XIXe siècle, bien qu'au XVIIe siècle les missionnaires espagnols le préparent déjà de cette manière dans les colonies mexicaines. Mais ce qui est certain c'est que jusqu'aux améliorations techniques du XIXe siècle, cette nouvelle présentation du produit ne s'est pas étendue. En 1844, le chocolatier Brazo Fuerte de La Havane affirme que son chocolat est produit sans intervention humaine, grâce à des machines venant d'Espagne. À Astorga, déjà en 1885, il existe de nombreux ingénieurs qui inventent des machines pour améliorer les processus de préparation. L'un des plus connus est Ángel García (surnommé le mécanicien), qui réalise des norias, batteurs, raffineries et moulins. L'industrie européenne du chocolat parvient, déjà en 1870, à fabriquer du chocolat avec du lait en poudre. Les premières tablettes de chocolat apparaissent. L'application des nouveaux appareils et procédés tels que concassage permettent rapidement de fabriquer les actuelles tablettes de chocolat. Avec les barres de chocolat, une forte demande apparait pour mouler des formes imaginatives afin de capter l'attention des consommateurs enfants.
Les progrès techniques et l'intégration de nouvelles machines dans l'élaboration du chocolat sont la cause de la baisse des coûts et de la diffusion encore plus importante de la consommation du chocolat en Espagne. Cette consommation à son apogée au XIXe siècle. La production espagnole commence à être appropriée par de petites entreprises familiales émergentes qui offrent leurs produits uniquement pour le marché espagnol. Les autres sociétés européennes s'adaptent et leurs ventes accaparent progressivement les marchés internationaux.
Parmi les premières usines installées en Espagne, on trouve les industriels Nicolás et Fortunato Luca de Tena et Reina qui en 1860 commencent leur élaboration sur le route de Séville à Alcalá de Guadaíra (zone industrielle Torre blanca). Ces frères perfectionnent les techniques de torréfaction du cacao. La marque « Reverendos Padres Benedictinos » est uniquement produite pour le restaurant Lhardy.
Le public du XIXe siècle a une préférence pour le chocolat moulu à la main et même pour le chocolat dont la texture n'est pas homogène car cela assurait d'avoir de meilleures saveurs. L'activité du moulage manuel est très dure et la comtesse Emilia Pardo Bazán attribue la différence de goût des deux méthodes à la sueur du mouleur. Ces mouleurs réalisent le travail à genoux, déplaçant leur corps plié vers une meule placée sur une pierre incurvée. Cette technique appelé le moulage s'utilise dans d'autres parties des colonies. Le goût pour le chocolat dans les situations quotidiennes, se doit aussi à l'écrivain Benito Pérez Galdós qui en donne de bonnes références dans plusieurs de ses romans.
C'est à La Havane qu'est annoncée pour la première fois l'élaboration du « chocolat à l'arachide », tradition qui est venu d'Espagne y qui se reproduit ultérieurement avec les amandes. L'introduction de la cacahuète dans le chocolat fait qu'il y eut une baisse de la consommation de chocolat due à la tendance à devenir rance, ce qui réduit la durée de conservation du chocolat. Parmi les variétés servies aux consommateurs, le chocolat de Soconusco est toujours le plus apprécié, suivi de celui à la vanille, puis à la cannelle. Le chocolat se fait en mélangeant la pâte moulue à la main avec de l'eau (ou du lait dans de rares occasions, coutume restreinte à la haute) pendant l'ébullition, et devant être agitée vigoureusement avec une spatule de bois.
Les recettes des procédés se communiquent entre les secteurs du clergé. L'une des plus connues est celle d'Ángel Muro en 1884 provenant des religieuses de Zamora. Dans cette recette, le chocolat est chauffé dans une jarre de céramique la nuit et est laissé reposer le lendemain. Le jour suivant, le chocolat est mis au bain-marie. Cette recette concentre le chocolat et donne une plus grande douceur.
Au milieu du XIXe siècle, les grandes maisons historiques commencent à offrir une boisson d'origine asiatique, le thé. Le chocolat commence à perdre de sa suprématie dans les hautes classes et des guides de bonnes conduites en société présentent alors des exemples avec les deux boissons.
En 1875, l'industriel pharmaceutique suisse Henri Nestlé crée le lait condensé et la farine lactée, en collaboration avec Daniel Peter. Ces innovations donnent une renommée à la Suisse pour le chocolat solide : le mélange de cacao, de sucre et de lait est la formule secrète à la fin du XIXe siècle. À cette époque, les usines installées en Espagne ont des capacités de production différentes bien que la moitié en élabore entre 125 et 250 kilogrammes de chocolat par jour et que le cacao est traité majoritaire par le procédé de Fernando Poo.

### Le commerce spécialisé: les chocolateries
Le chocolat atteint à cette époque la bourgeoisie et cette situation fait que les lieux de vie sociale - tel que les cafés de discussion, les tertulias ou les commerces - prolifèrent. Cette coutume espagnole qui apparait au XVIIIe siècle et qui prospère au milieu du XIXe siècle, facilite la consommation de chocolat en tasse. De nombreuses localités en Espagne optent pour avoir un trait de caractère culinaire distinctif pour accompagner idéalement le chocolat. De cette manière, il y a les churros de Madrid, les buñuelos y porras de Valence, les boudoirs du Sequillo à Barcelone, les picatostes et bolados sur la côte Cantabrique. Chaque chocolatier offre de cette manière une spécialité qui se sert avec le chocolat.
La première référence écrite en Espagne sur la profession du « churrero » date de 1621, quand au début du règne de Philippe IV, un sujet connu sous le nom de Pedro Velasco demande une augmentation des prix pour les produits qu'il fabrique. Il est possible que la profession existe même plus tôt.
Parmi les références littéraires de l'époque sur le chocolat, il y a celle de Ramón María del Valle-Inclán qui apprécie les cafés de discussion, il souligne que la boisson si agréable au clergé espagnol n'a pas été inventée dans un couvent.
Le chocolat devient une boisson culte dans les cafés de discussion populaire, qui commencent à fleurir dans les villes espagnoles à la place d'anciennes auberges. Les cafés littéraires, politiques ou d'opinion qui s'établissent rapidement dans les espaces publics, ont dans la plupart des cas l'odeur des arômes de cacao. Le 27 septembre 1821 commence l'indépendance du Mexique et cela, tout en faisant la fin de la vice-royauté de Nouvelle-Espagne, affecte les exportations de cacao vers l'Espagne.
Les premières boutiques à se spécialiser dans la commercialisation du chocolat sont les chocolatiers, qui commencent à apparaître dans les grandes villes. À Madrid, un des premiers chocolatiers est Doña Mariquita, situé dans la rue d'Alcalá (connu aussi sous le nom d'El Sotanillo), lieu dans lequel les « chocolats avec mojicones » sont devenus célèbres. À Barcelone, la Casa Cucharillas est inaugurée en 1786 et est l'un des premiers chocolatiers locaux. Le nom de cette maison a pour origine que l'établissement est l'un des premiers à utiliser des petites cuillères pour servir le chocolat. C'est une nouveauté car auparavant on employait des cuillères en bois. L'une des premières chocolatières d'Espagne est Can Joan de S'Aigo à Palma de Majorque en 1700. Elle se situe près de l'Église Santa Eulalia.